# 羅海星
羅海星（1949年—2010年1月14日），是香港民主運動支持者，又是《新晚報》前總編輯羅孚的兒子。他在六四事件之後，因為協助中國1989年因民運而被通緝之人士逃出國外，所以給中國逮捕及判刑，坐牢2年後獲釋。羅海星因為血癌兼肺炎併發症，在2010年1月14日於瑪麗醫院去世，終年61歲。
羅海星在早年於中國大陸讀書，在文革年代參加共青團及紅衛兵活動，之後任職為香港貿易發展局駐北京首席代表，在1989年初下海經營中港生意，在六四運動後期，以自己在內地的人脈關係，協助香港的黃雀行動，成功救助多名民運人士出國，在營救王軍濤時失手被捕，被判5年監禁，1991年由於當時英國首相馬卓安提出，羅海星獲提早釋放。

## 影視演出
- 《獅子山下》之〈風風雨雨〉（1992年）

## 家人
- 妻子：周蜜蜜，兒童文學作家